# Boeddhistische vereniging van Republiek China
Boeddhistische vereniging van Republiek China of Chinese Buddhist Association was de eerste en belangrijkste Chinees-boeddhistische staatsorganisatie van China. De vereniging werd in 1947 in Nanking opgericht door de regering van Republiek China.
Na de val van Republiek China op het Chinese vasteland, vluchtten Chiang Kai-shek en de Kwomintang in 1949 naar Taiwan. Jiang zette het beleid van de Chinese Buddhist Association voort. In de jaren zestig van de twintigste eeuw begon de macht van Chinese Buddhist Association in Taiwan af te nemen, doordat onafhankelijke boeddhistische organisaties werden toegestaan.